# Perihoreza
Perihoreza je teološki pojam koji može označavati:
- savršeno međusobno jedinstvo božanske i ljudske naravi u Kristu, bez miješanja;
- međusobno prožimanje božanskih osoba i prebivanje jedne u drugoj.

## Pojam
Pojam se prvotno koristi kod grčkih filozofa; Anaksagora koristi ovaj pojam kako bi označio okretaj kojim kozmički um pokreće nediferenciranu materiju. Crkveni oci preuzimaju pojam kako bi objasnili međusobni odnos božanske i ljudske naravi u Kristu. Tako Grgur Nazijanski koristi ovaj pojam kako bi objasnio da se naravi u Kristu zbog unutarnje povezanosti prožimaju. Pojam se utvrđuje u teologiji u 7. stoljeću u kristologiji Maksima Ispovjedalca, koji pojam koristi protiv monofizita. Ipak, on također zaključuje da je hipostatska unija neizrecivo otajstvo koje ni ovaj pojam ne može izreći.
Pseudo-Ćiril, nepoznati pisac iz istog razdoblja, počinje primjenjivati ovaj pojam na Presveto Trojstvo kojim opisuje stanje međusobne prožetosti. Ivan Damaščanski kristološku perihorezu izvodi iz trinitarne perihoreze, a ne obratno kako je bilo uobičajeno. Na Zapadu se za perihorezu koristio nazov „circumincessio”. Pod takvim imenom u srednjem vijeku koriste ga tek teolozi franjevačke škole, isključivo unutar trinitarne teologije.

### Članci
- Pehar, Marija. 2011. Perihoreza – stari pojam i njegova nova karijera. Obnovljeni Život. Filozofsko teološki institut Družbe Isusove. Zagreb. 66 (2): 219–230